# Покоління ні-ні
Покоління ні ні (ісп. La generación Ni-Ni: los que ni estudian ni trabajan, букв. Не навчаються і не працюють, не займаються ні тим, ні іншим) — в середземноморській, латиноамериканській, а потім і в західноєвропейській соціологічній термінології і публіцистиці термін позначає покоління молодих людей 16-34 років, які в силу різних факторів економічного, соціального і політичного характеру, не працюють і не вчаться.

## Поширення
Те, що цей феномен найбільш докладно описаний в середземноморських країнах, не є випадковим збігом. Саме в цьому регіоні найбільш високе молодіжне безробіття, яке в кінці 2012 року в Іспанії і Греції досягло рівня 60 %. Схожа ситуація спостерігається і в багатьох латиномериканських країнах, а також державах Магрибу. Сильні сімейні традиції в цих регіонах з одного боку пом'якшують негативні наслідки феномена ні-ні, з іншого посилюють їх. Наприклад, звичай спільного проживання з батьками до 30 років допомагає молодим людям пережити економічні негаразди, але він же робить їх інертними і безініціативними навіть у відносно благополучні часи. Більш того, як показують спостереження в Мексиці, саме покоління ні-ні виявляються найбільш схильні до згубного впливу наркокартелів і активно залучаються до наркоторгівлі і криміналу. В англомовних країнах поняття описується абревіатурою NEET (Not in Employment, Education or Training). У країнах Магрибу покоління ні-ні зіграло важливу роль в так званих арабських революціях 2010—2011 років. Після економічної кризи 2008 року ця соціальна група також стала помітною і в балтійських країнах.